# Louis-François Roubiliac
Louis-François Roubiliac (Lyon, 1695 - Lyon, 11 de janeiro de 1762) foi um escultor francês, principalmente conhecido pela sua estátua de Handel esculpida para os Vauxhall Gardens, em Londres, e pela estátua de Isaac Newton, que se encontra no Trinity College, em Cambridge.